# لمان میل (آریزونا)
لمان میل (به انگلیسی: Lehman Mill) یک منطقهٔ مسکونی در ایالات متحده آمریکا است که در آریزونا واقع شده‌است. لمان میل ۱٬۱۷۲ متر بالاتر از سطح دریا واقع شده‌است.